# Actinothoe gravieri
Actinothoe gravieri is een zeeanemonensoort uit de familie Sagartiidae.
Actinothoe gravieri is voor het eerst wetenschappelijk beschreven door Pax in 1912.